# مايكل ك. مو
مايكل ك. مو (بالإنجليزية: Michael K. Moe)‏ هو فيزيائي أمريكي، ولد في 17 نوفمبر 1937 في ميلواكي في الولايات المتحدة.